# Lee Acres
Lee Acres è un census-designated place (CDP) degli Stati Uniti d'America della contea di San Juan nello Stato del Nuovo Messico. La popolazione era di 5.858 abitanti al censimento del 2010. Si trova sulla U.S. Route 64 tra Farmington e Bloomfield.

## Geografia fisica
Secondo lo United States Census Bureau, il CDP ha una superficie totale di 33,78 km², dei quali 33,31 km² di territorio e 0,47 km² di acque interne (1,39% del totale).

## Società

### Evoluzione demografica
Secondo il censimento del 2010, la popolazione era di 5.858 abitanti.

### Etnie e minoranze straniere
Secondo il censimento del 2010, la composizione etnica del CDP era formata dal 61,68% di bianchi, lo 0,68% di afroamericani, il 17,17% di nativi americani, lo 0,32% di asiatici, lo 0,09% di oceanici, il 16,34% di altre razze, e il 3,72% di due o più etnie. Ispanici o latinos di qualunque razza erano il 37,01% della popolazione.